# Aberedw
Aberedw (en anglès Aberedw) és un poblet del comtat gal·lès de Powys (anglès: "Powys"). Es troba a 72 km de Cardiff i a 144 km de Londres. El 2011 la població era de 6.047 habitants, dels quals 1.910 (31,6%) parlaven gal·lès I %51 havien nascut a Gal·les.